# Niestrzęp głogowiec
Niestrzęp głogowiec (Aporia crataegi) – gatunek motyla dziennego z rodziny bielinkowatych (Pieridae).

## Wygląd
Skrzydła o rozpiętości 58–64 mm, (56–68 mm), białe z wyraźnie zaznaczonymi żyłkami.

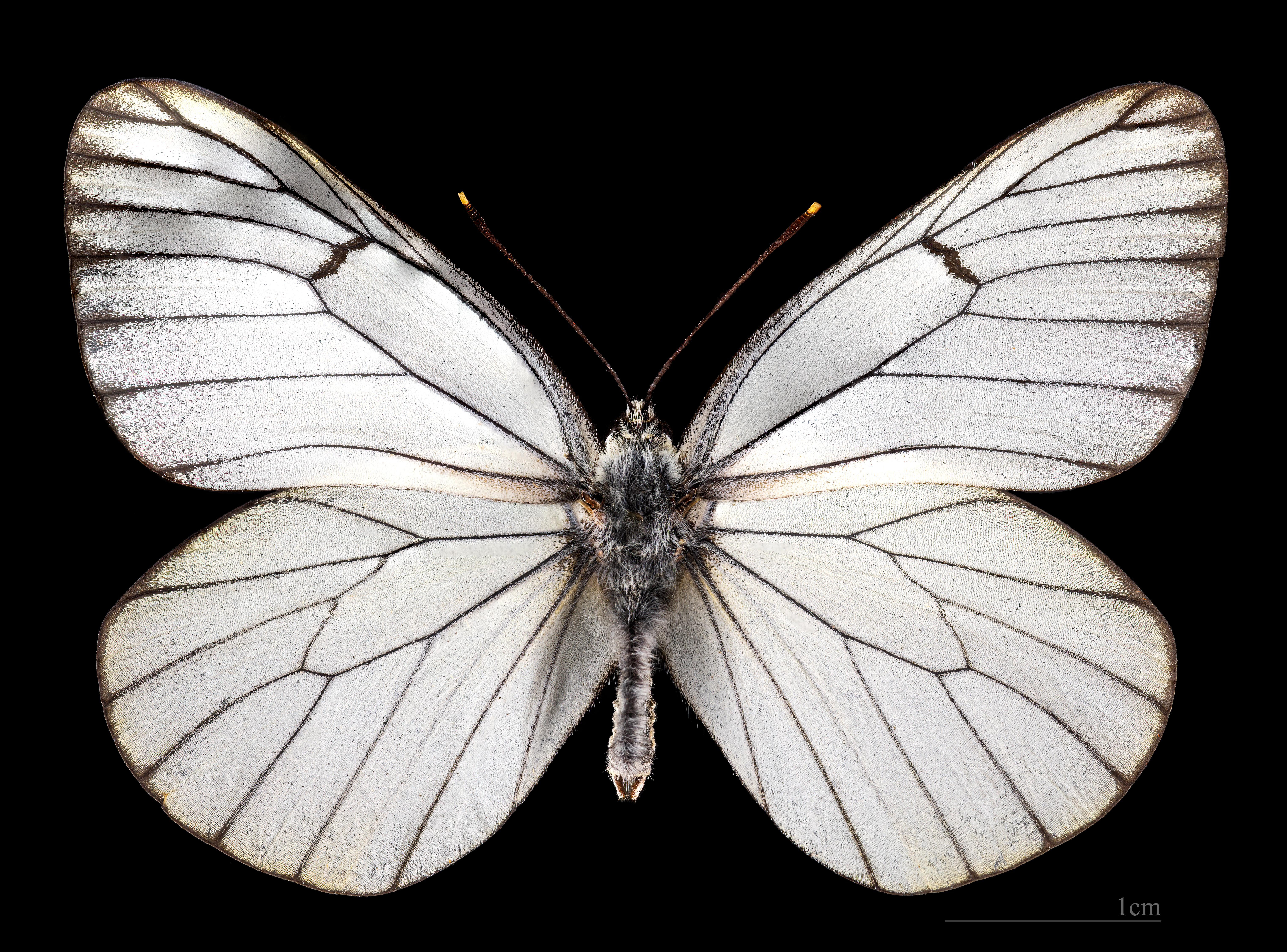
Aporia crataegi ♂
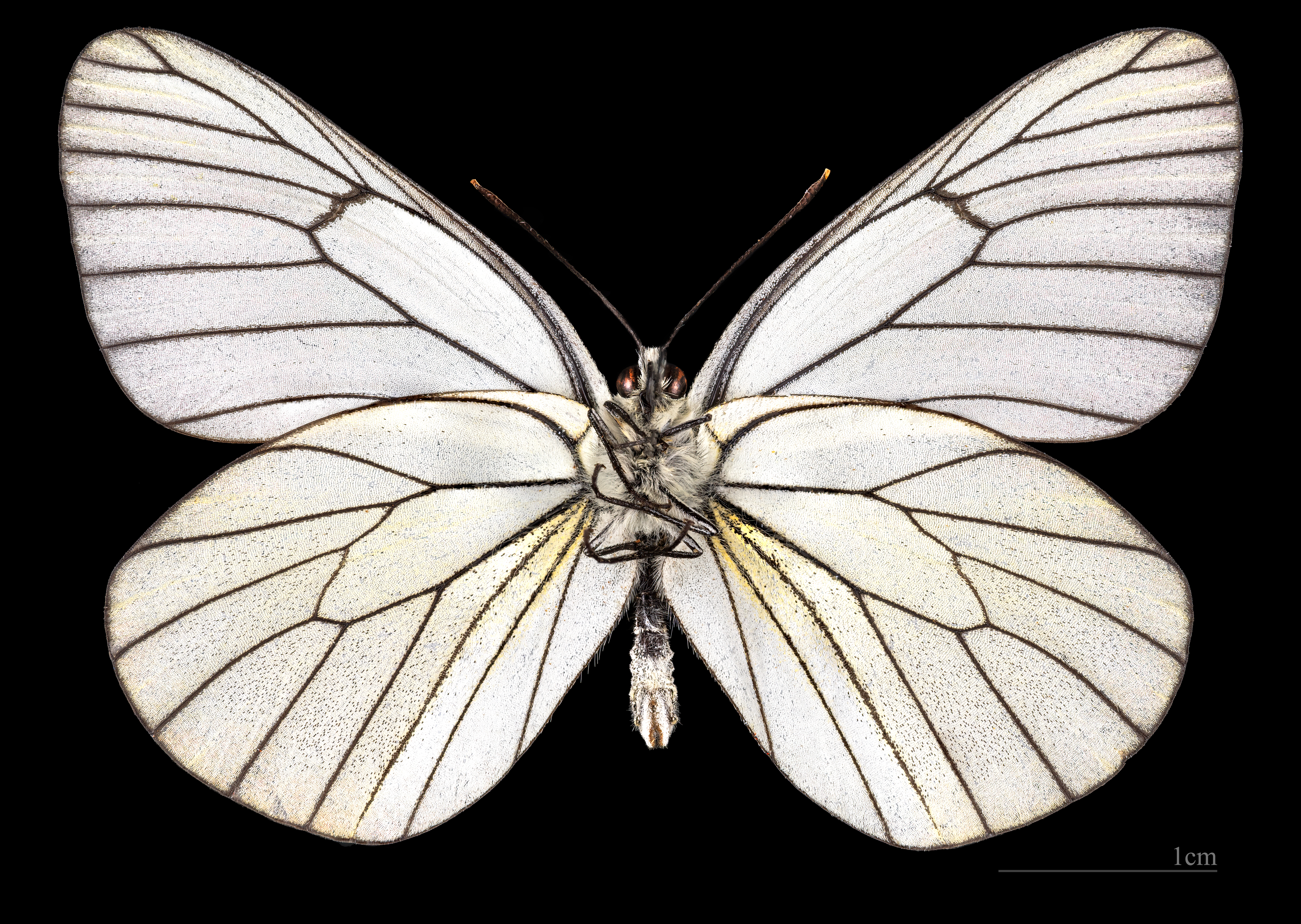
Aporia crataegi ♂ △
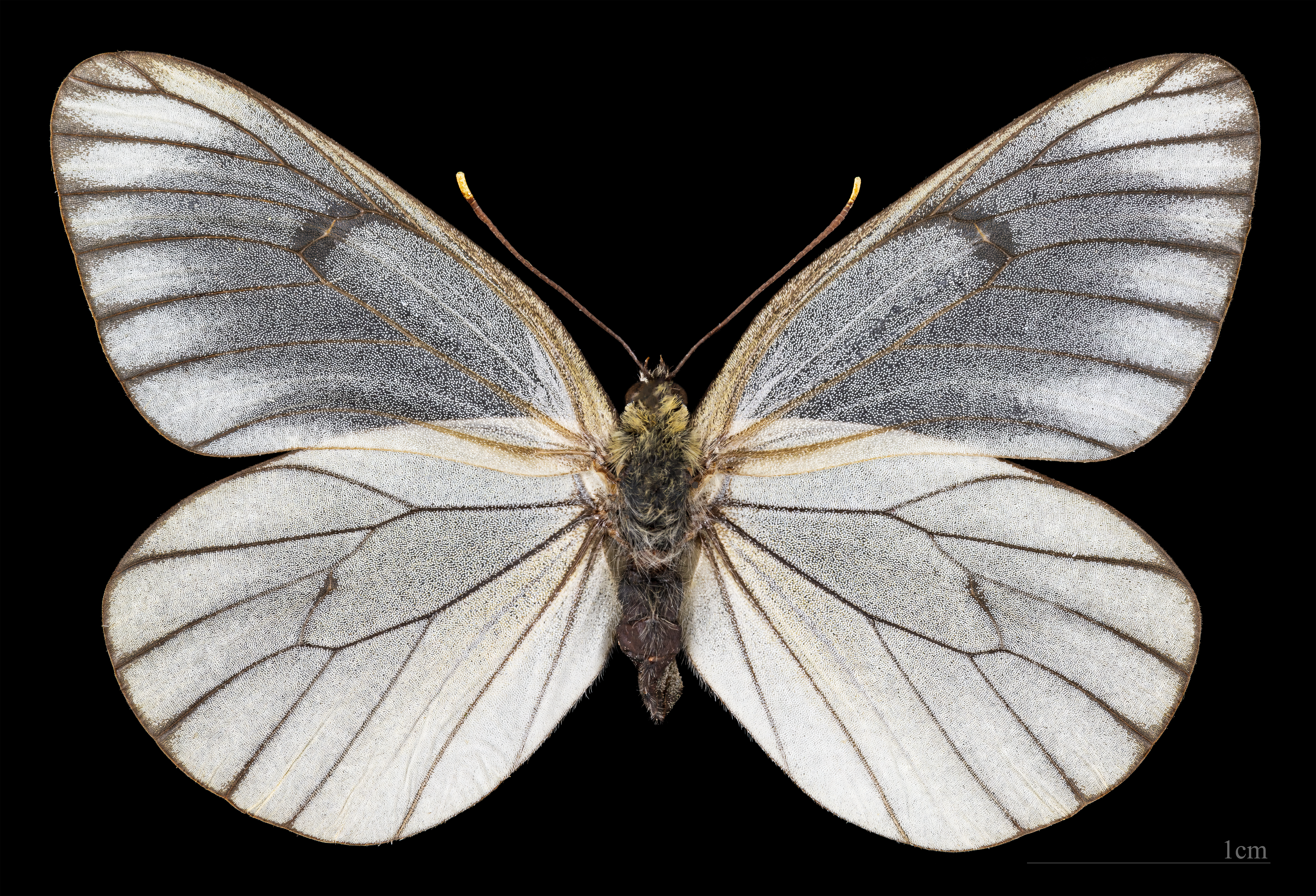
Aporia crataegi  ♀
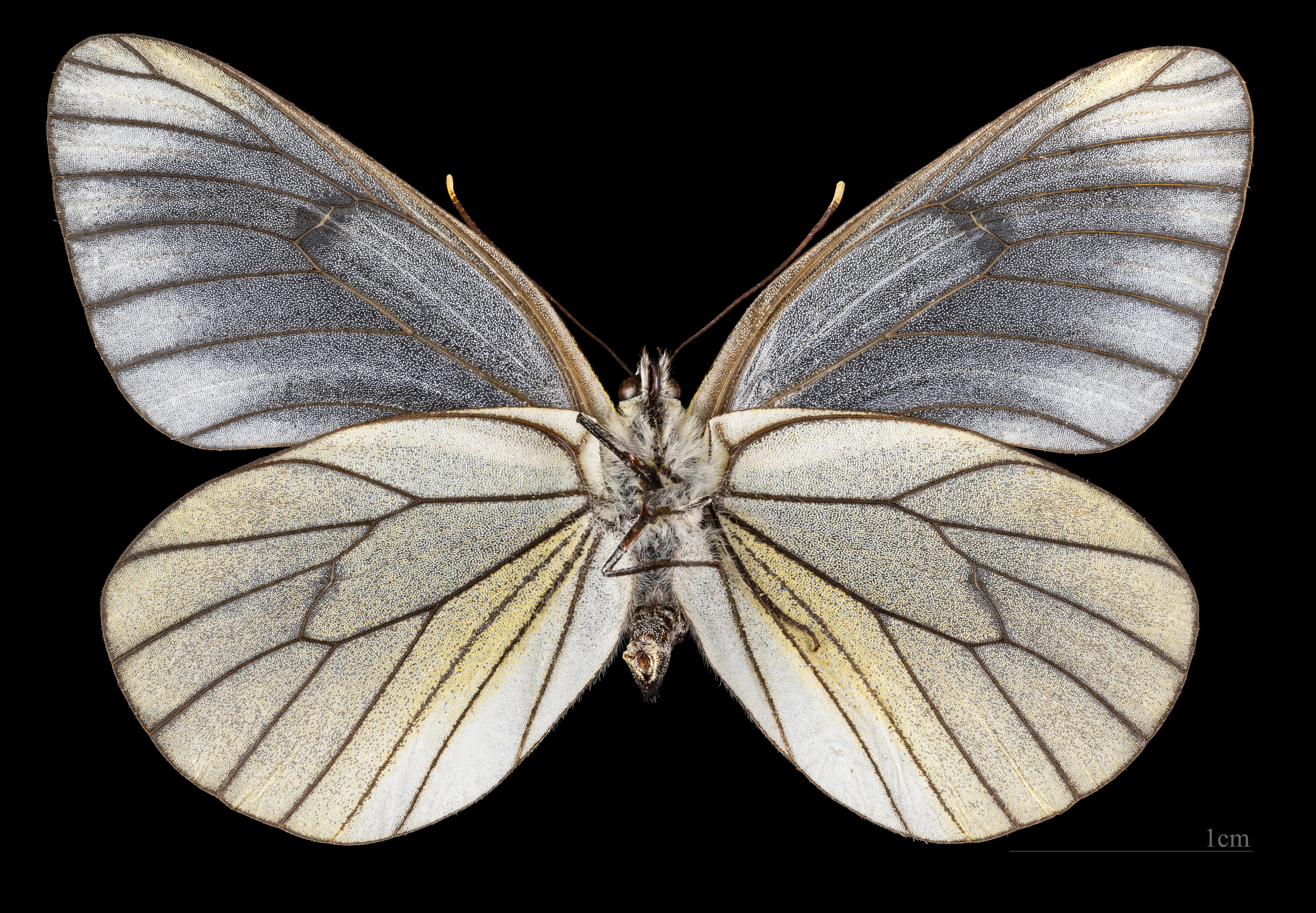
Aporia crataegi  ♀ △

## Biologia i rozwój
Żółte jaja są składane w złożach na liściach roślin pokarmowych. Gąsienice żerują od początku sierpnia do jesieni, a następnie po przezimowaniu pomiędzy połączonymi oprzędem liśćmi do czerwca. Gąsienice żerują grupowo. Przepoczwarczenie następuje w poczwarkach przyczepionych do pnia lub gałęzi rośliny żywicielskiej. Imagines żywią się nektarem. 

## Okres lotu
Owady dorosłe pojawiają się w jednym pokoleniu od końca maja do początku lipca.

## Biotop
Typowe biotopy tego motyla to lasy liściaste, tereny ruderalne, łąki, sady, pola uprawne.

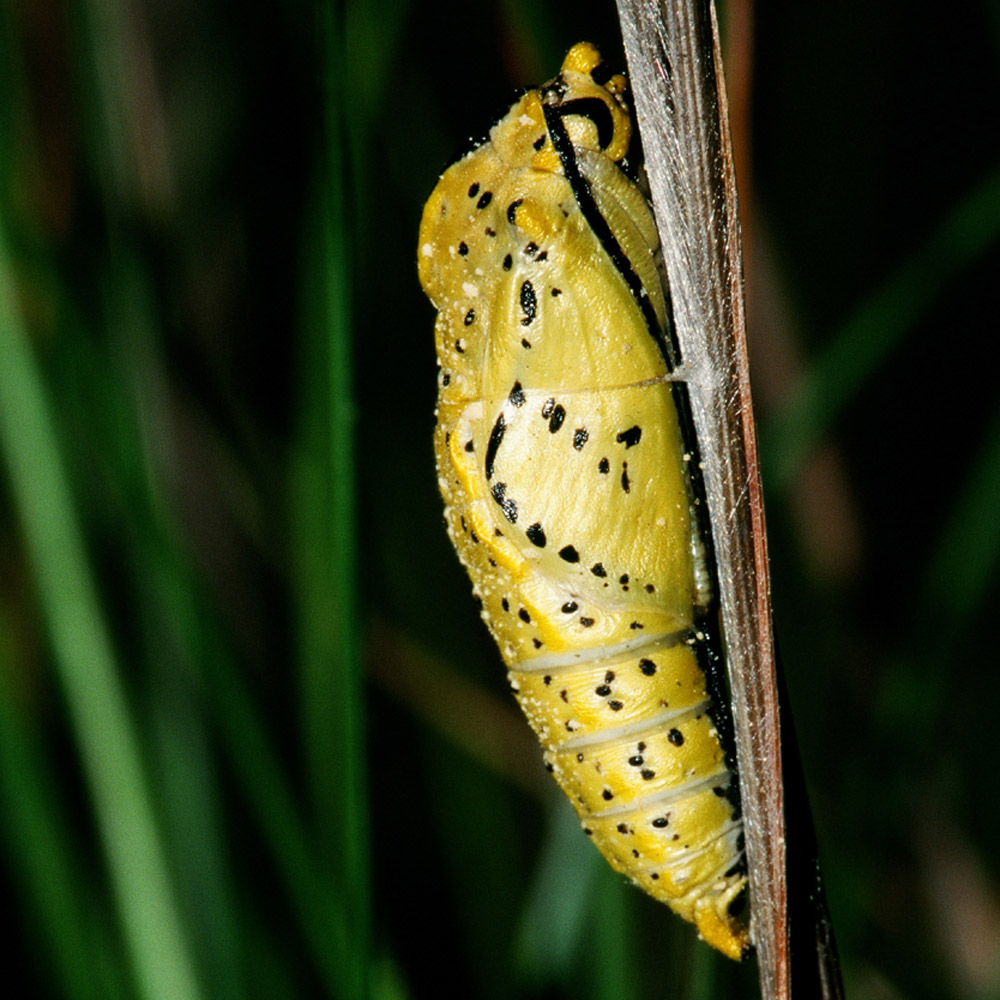
Poczwarka

## Rośliny żywicielskie gąsienic
Gąsienice żerują na krzewach i drzewach z rodziny różowatych takich jak głóg, śliwa, grusza, jabłoń, jarzębina czy kruszyna.